# Josef Mach (spisovatel)
Josef Mach (5. února 1883 Loučeň – 8. listopadu 1951 Praha) byl český básník, překladatel a novinář, satirik a parodista z okruhu anarchistických literátů, později dlouholetý pracovník československého ministerstva zahraničních věcí.

## Život a tvorba
Narodil se 5. 2. 1883 v obci Loučeň do rodiny zámeckého zahradníka jako třetí, nejmladší syn. Studoval nejprve na gymnáziu v Mladé Boleslavi (1894–1899), kde se seznámil s o dva roky starším Fr. Gellnerem, jenž měl na něj všestranný vliv. Od roku 1899 pokračoval ve studiu na gymnáziu v Praze. V roce 1902 se stal posluchačem pražské Karlo-Ferdinandovy university, kde studoval na filozofické fakultě češtinu a němčinu. Studium přerušil v roce 1905 výkon vojenské služby. Na podzim roku 1906 odjel studovat filozofii na univerzitu do Innsbrucku, ale strávil tam jen dva semestry. Po návratu do Čech univerzitní studia nedokončil, dva roky působil jako suplent ve Dvoře Králové nad Labem; poté žil svobodným životem volného literáta.
O literární tvorbu se Mach pokoušel od raného mládí; časopisecky debutoval roku 1895, a to dětskými verši uveřejněnými v Besídce mladých. Jako student se účastnil vydávání studentských časopisů a v druhé polovině devadesátých let přispíval do časopisů Lumír, Moderní revue, Nový kult a Švanda dudák. Byl jedním ze zakládajících členů spolku začínajících literátů Syrinx, který krátce vydával i vlastní časopis, Moderní život.
Pohyboval se v prostředí intelektuálního anarchismu, „anarchistických buřičů", byl přítelem Fr. Gellnera a J. Haška, členem Haškovy Strany mírného pokroku v mezích zákona. (Zážitky z tohoto období zpracoval s Františkem Langerem v textu Strana mírného pokroku a jiné příhody s Haškem, který vycházel od 7. 1. 1928 na pokračování v časopise Pestrý týden.) Od roku 1910 spolupracoval s literárním kabaretem Červená sedma.
V roce 1909 publikoval knižně první sbírku básní (Robinson Krusoe; 2., částečně pozměněné vydání vyšlo v r. 1912). Mach patřil k proudu, který byl úmyslně antipoetický, měl raději banálnost, všednost, pustotu i hrubost a sprostotu než frázi nebo pózu. Ve svých básních zpochybňoval »velké« a »vážné« dimenze života, odhaloval „banality v lidském počínaní a v osudech člověka, zejména v tom, co si říká »vyšší«, »vznešené«, »důležité« a »hluboké«".
V červnu 1912 odplul Mach do Spojených států amerických. Pobýval nejprve v New Yorku, ale záhy se přesunul do Chicaga, kde žila velká česká komunita. Krátce po příjezdu do Ameriky se oženil s Virginií Vinante, původem Italkou, a narodil se jim syn Zdeněk. V Chicagu se stal redaktorem několika periodik, učil češtinu a českou vlastivědu v českoamerické škole a v letech 1915–1919 byl úředníkem v železárnách. V USA vydal sbírku básní Na obou polokoulích (1918) a sbírku povídek Tři mrtvoly ve sklepě a jiné povídky (1919). I zde psal nejprve subjektivní lyriku ironického charakteru a jízlivými veršovanými glosami komentoval život Čechů v Americe.
V době první světové války se jeho tvorba stále více zaměřovala na národní tematiku a byla spojena se záslužnou vlasteneckou činností v krajanském tisku. Dle Arne Nováka „byl z prvních a nejúčinnějších lyrických bubeníků českého odboje ve Spojených státech". V těchto verších, které byly knižně vydány v roce 1924 (Americké verše z doby válečné 1914–1919), se však Mach nevyhnul literárním konvencím. 
Po válce vstoupil Mach do diplomatických služeb nově vzniklé Československé republiky. Byl pro tuto práci dobře jazykově vybaven, ovládal angličtinu, němčinu, francouzštinu a italštinu. V roce 1920 se stal ředitelem tiskové služby na velvyslanectví ve Washingtonu a v letech 1922–1927 pracoval na velvyslanectví v Římě. V roce 1928 se s rodinou vrátil do vlasti a stal se radou na ministerstvu zahraničních věcí.
Po návratu do Československé republiky Mach již mnoho původních prací neuveřejnil, nové verše psal jen výjimečně a těžištěm jeho literární tvorby se staly překlady. V roce 1930 vydal cyklus básní Plavba do Ameriky 1912, v roce 1933 humoristické vzpomínky Života běh. Reprezentativní výbor z celoživotní tvorby pod názvem Básně vyšel v roce 1933 a obsahoval i studii Alberta Pražáka o Machově díle. V roce 1937 publikoval ještě parodistickou báseň Jaro v české poezii.
Ve 30. letech Mach redigoval různé sborníky, knihovničku Veselá mysl, sestavoval sborníčky humoru a vtipu (Baťa zblízka: anekdoty a intimní projevy Tomáše Bati, 1932; Anekdoty o umělcích a lidech od pera, 1933; Dětské rozumy, 1933). Spolu s Ivanem Herbenem sestavili sborník T.G.M.: malé historky o velkém muži, 1934. Významná je Machova činnost překladatelská; překládal B. Travena (Česači bavlny, 1931), O. Henryho (Ze země hvězd, pruhů a dobrodruhů, 1940), R. Bradforda (Černošský Pán Bůh a páni Izraeliti, 1937; Starej zákon a proroci: humor amerických černochů, 1947) a další autory.

V roce 1939 bylo zrušeno ministerstvo zahraničních věcí a Mach byl přeložen na ministerstvo informací; v roce 1941 byl penzionován. V posledních letech života měl dlouhodobé zdravotní potíže a jeho stav se rok od roku zhoršoval. Zemřel v Praze 8. listopadu 1951. 
Však anarchismu zanechal jsem brzy.
Kterápak legrace za čas neomrzí?
Celé to hnutí nehodí se pro mne.
Mám požadavky celkem skromné
a žiju v poklidu a lhostejnosti
v zpuchřelé měšťácké společnosti,
jež saje moje mozoly.
Mne to však příliš nebolí.

Snad skupina bývalých kamarádů
v mém jednání bude vidět zradu
a jejich pomsta strašlivá mne zdrtí.
Snad je už podepsán můj ortel smrti.

Strach mívám občas věru,
že jednou v nočním šeru
vystoupí na mne z příhodného místa
některý pražský anarchista
ve tmavém plášti, s rozcuchaným vlasem
a řekne tichým, příšerným však hlasem:
„Padouchu zrádný! Ani krok zpátky!
– Půjč mi dvě zlatky."

Bohudíky! Přijde-li ten atentát,
nemůže se mi nic zlého stát,
neboť kapsa má je pořád čistá.
V tomto ohledu jsem posud anarchista.
Josef MACH, Anarchisti, úryvek z básně (závěrečné sloky)

## Novější edice
- MACH, Josef a ZÍTKOVÁ, Irena, ed. Americké papíry. 1. vyd. Praha: Mladá fronta, 1956. 134 s. cnb000680573.
- MACH, Josef a SVOZIL, Bohumil, ed. Života běh: výbor z díla. 1. vydání. Praha: Československý spisovatel, 1980. 126 s. cnb000136035. [Stať „Nad básnickým dílem Josefa Macha" (s. 7–16) a životopisné heslo (s. 123–125) napsal dr. Bohumil Svozil.]
- MACH, Josef. Tomáš Baťa s úsměvem. Vydání: třetí. Zlín: Nadace Tomáše Bati, 2016. 74 stran. ISBN 978-80-905896-6-7.